# Edgard Tupët-Thomé
Edgard Tupët-Thomé (19 de abril de 1920 - 9 de septiembre de 2020) fue un militar francés. Sirvió en las Fuerzas Liberadoras de Francia.

## Biografía
Después de obtener su grado de bachillerato, Tupët-Thomé entró a la Escuela Superior de Teología Católica de Reims. Aun así, él pronto decidió unirse a las Fuerzas armadas francesas y fue incorporado al 8.º Regimiento Zouaves y fue ubicado en el Campamento de Châlons. Fue promovido a sargento, su regimiento fue atacado en Lorena en septiembre de 1939 y en Bélgica al año siguiente. Participó con su unidad en la Operación Dinamo desde el 26 de mayo al 3 de junio de 1940. Fue tomado prisionero al día siguiente pero huyó de regreso a Francia durante su transferencia.
Mientras regresaba a Francia, Tupët-Thomé encontró trabajo en Clermont-Ferrand, donde conoció a Roger Wybot y Stanislas Mangin, quienes le pidieron encontrar pistas de aterrizaje ilegales. Fue entonces uno de los primeros hombres en unirse a las Fuerzas Liberadoras de Francia, dirigidos por Charles de Gaulle. Se lanzó en paracaídas en Châteauroux el 9 de diciembre de 1941. Sin embargo, quedó herido durante su aterrizaje y fue forzado a abandonar el combate. Seis meses más tarde, dejó Francia para buscar tratamiento en Inglaterra. Mientras en Londres,  solicitó unirse a una unidad de combate. Se fue para trabajar como instructor de comando en San Pedro y Miquelon. En agosto de 1943, Tupët-Thomé se unió al 4.º Batallón de Infantería de Aire, la cual llegó a ser el 2.º Regimiento Paracaidístico Chasseur, parte de la Brigada SAS. Llegó a ser un paracaidista certificado el mes siguiente. En enero de 1944, llegó a ser segundo al mando del 3.º Regimiento Paracaidístico Chasseur. La primera misión del Regimiento era en Daoulas en agosto de 1944. Su grupo de 12 hombres sobrevivió a 60 de Alemania. Entonces atacó el baluarte de Alemania en Landerneau, liberando la ciudad. Posteriormente, liberó Clerval. Su misión final de paracaidismo fue en los Países Bajos el 7 de abril de 1945.
En 1945, Tupët-Thomé dimitió de las Fuerzas armadas francesas. Fue admitido en la École nationale de la France d'Outre-Mer y llegó a ser administrador de colonias en Túnez francés en enero de 1946. Más tarde llegó a ser director de la productora de vino Takelsa. Dejó Túnez en 1950 para ir a Canadá y dirigió una granja de cultivos, la cual había adquirido. En 1955, regresó a Francia para finalizar sus estudios y llegó a ser ingeniero en la Organización científica del trabajo y se unió la Empresa Singer en un laboratorio farmacéutico en Neuilly-sur-Seine.
Llegó a ser un mercenario en la Gendarmería Katangese, el ejército del separatista Estado de Katanga dirigido por Moïse Tshombe, como asesor de Joseph Yav, ministro de defensa como parte de la retirada Katangesa en Bélgica.
Posteriormente, trabajó para Panhard y acabó su carrera trabajando para una agencia de turismo.
Después de su jubilación, Tupët-Thomé vivió en Binic, donde participó en ceremonias conmemorativas. Fue admitido a Les Invalides en París, donde llegó a ser un residente. Fue honrado con la Cruz Magnífica de la Legión de Honor y fue nombrado Compañero de la Liberación. Durante la conmemoración del 100.º aniversario de la Apelación del 18 de junio, el Primer ministro británico Boris Johnson anunció que los últimos cuatro miembros de la Orden de la Liberación, Daniel Cordier, Pierre Simonet, Hubert Germain, y Edgard Tupët-Thomé serían miembros honorarios de la Orden del Imperio británico. El honor fue presentado por Ed Llewellyn, Embajador del Reino Unido a Francia el 2 de julio de 2020.
Edgard Tupët-Thomé falleció en Les Invalides el 9 de septiembre de 2020 a la edad de 100 años. El Presidente francés Emmanuel Macron emitió una nota de prensa, diciendo: "Este resistente de las primeras horas, quién fue hasta sus últimos respiros un hombre comprometido, listo para oponerse a los malos vientos de la historia con la respiración del ideal". El Ministro de Fuerzas armadas, Florence Parly, y el ministro de Memoria y Asuntos de Veteranos, Geneviève Darrieussecq, pagaron tributo, declarando: "Cada momento clave de la Segunda Guerra mundial en Francia se encentra en la epopeya del joven Edgard Tupët" y "Como sus 1038 hermanos en armas, él personificó el honor de Francia y la participación de nuestro país en la Victoria". Fue anunciado que los honores militares le serían realizados el 17 de septiembre de 2020 en una ceremonia en el patio de Les Invalides.

## Distinciones
- Cruz magnífica de la Legión de Honor (2019, Gran Oficial en 2016)[12][13]
- Compañero de la Liberación
- Croix de Guerre 1939@–1945
- Cruz militar
- La medalla del rey por valor en la causa de la libertad
- Orden de Orange-Nassau
- Cruz de Guerra de los Países Bajos
- Miembro honorario de la Orden del Imperio británico (2020)[14]

## Libro
- Servicio de aire especial: 1940-1945, la epopeya de un paracaidista en la zona ocupada (1980)